# بالگردگاه لیناهال تالین
بالگردگاه لیناهال تالین (به انگلیسی: Tallinn Linnahall Heliport) یک فرودگاه خصوصی با کد یاتا CHE است. این فرودگاه در شهر تالین کشور استونی قرار دارد و در ارتفاع ۷ متری از سطح دریا واقع شده است.

## نگارخانه

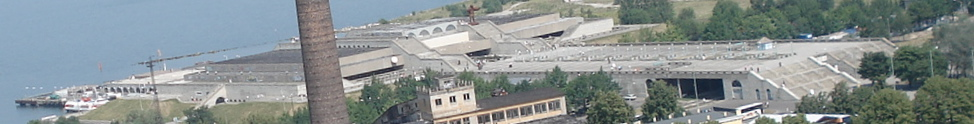
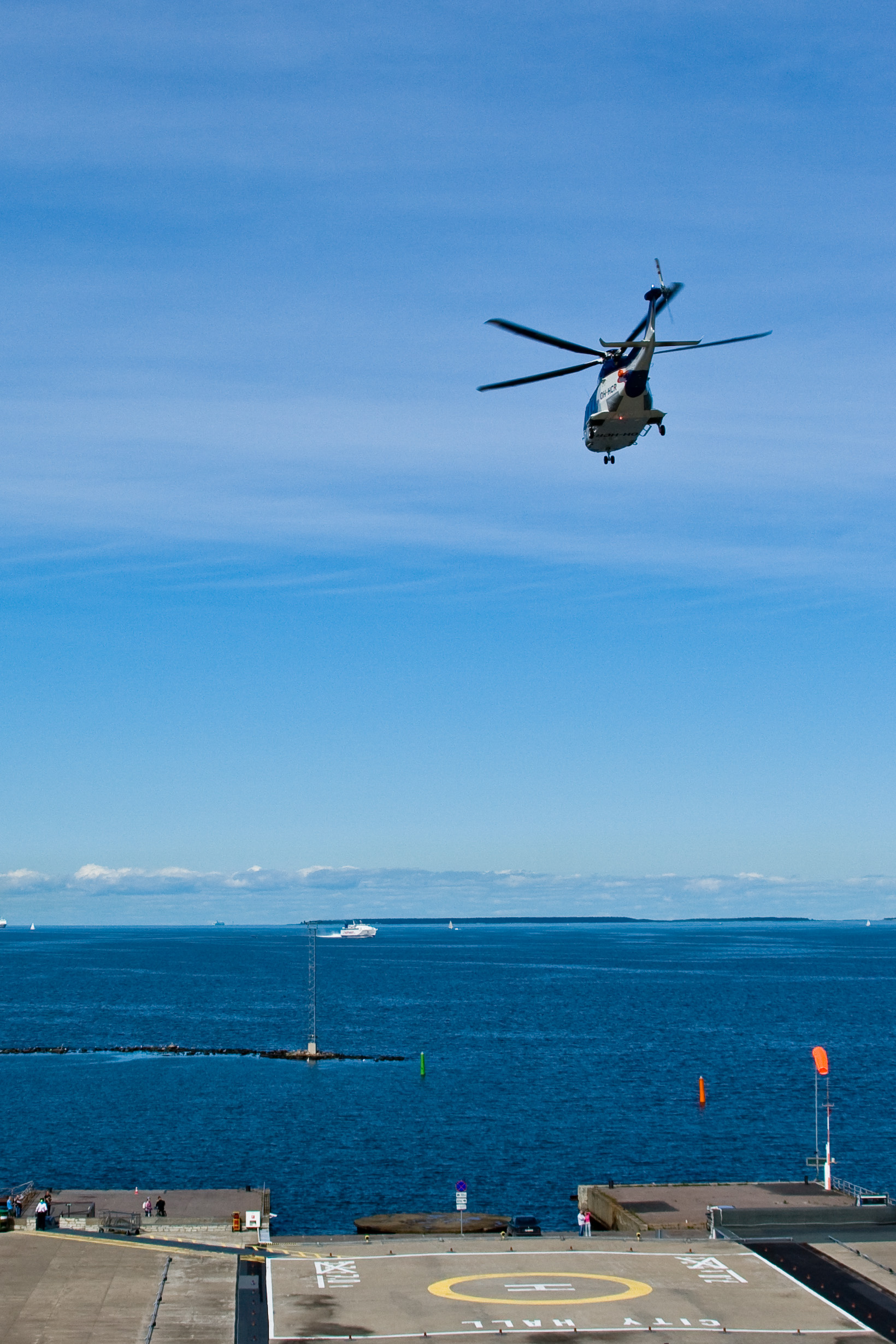